# Mateus de Edessa
Mateus de Edessa (final do século XI – 1144) foi um historiador armênio do século XII da cidade de Edessa. Mateus era o abade superior de Karmir Vank, perto da cidade de Kaysun, a leste de Marash (Germanícia), a antiga sede de Balduíno de Bolonha. Ele relata muito sobre o Reino Bagratuni da Armênia, as primeiras Cruzadas e as batalhas entre bizantinos e árabes pela posse de partes do norte da Síria e do leste da Ásia Menor.
Mateus nasceu em Edessa em algum momento da segunda metade do século XI e era membro da Igreja Apostólica Armênia. Ele era um oponente determinado tanto da Igreja grega quanto da Igreja latina. Era especialmente severo contra os colonos francos, cujo governo avarento e imperioso e ingratidão ele condena em sua obra. Ele provavelmente foi morto durante o cerco de Edessa por Zengi, atabeg de Mosul, em 1144.

## Crônica
O trabalho de Mateus, Zhamanakagrutyun (que ele provavelmente começou a escrever em 1113 e concluiu antes de 1140, é bastante cronológico, abrangendo dois séculos começando na segunda metade do décimo e continuado por Gregório, o Sacerdote, até a segunda metade do décimo segundo. Em um artigo publicado em 1971 pelo acadêmico armênio Levon Khachikyan, o autor estabeleceu que uma das fontes que Mateus usou para escrever sua obra foi um vardapetes do século XI chamado Hakob de Sanahin.
Segundo alguns estudiosos, Mateus era intolerante tanto para com os gregos como para com os latinos.